# Born Again (The X-Files)
«Born Again» es el vigesimosegundo episodio de la primera temporada de la serie de televisión de ciencia ficción estadounidense The X-Files. Se estrenó en la cadena Fox el 22 de abril de 1994. «Born Again» fue escrito por Howard Gordon y Alex Gansa, y dirigido por Jerrold Freedman. El episodio contó con apariciones especiales de Brian Markinson y Maggie Wheeler. El episodio es una historia del «monstruo de la semana», una trama independiente que no está relacionada con la mitología más amplia de la serie. «Born Again» obtuvo una calificación Nielsen de 8,2, fue visto por 7,7 millones de hogares en su transmisión inicial y recibió opiniones mixtas de los críticos.
El programa se centra en los agentes especiales del FBI Fox Mulder (David Duchovny) y Dana Scully (Gillian Anderson) que trabajan en casos relacionados con lo paranormal, llamados expedientes X. Cuando Mulder y Scully son llamados a Nueva York para investigar la muerte de un oficial de policía, llegan a creer que una niña presente en el incidente puede ser la reencarnación de otro oficial asesinado años antes.
A varios miembros del equipo no les gustó el episodio, sobre todo al escritor Howard Gordon y a David Duchovny. Gordon sintió que el episodio era demasiado similar a los otros episodios que se habían transmitido, mientras que Duchovny declaró sin rodeos que «detestaba» el episodio.

## Argumento
En Búfalo, Nueva York, la detective de policía Sharon Lazard encuentra a una niña, Michelle Bishop, sola en un callejón. Lazard lleva a la niña aparentemente perdida a su recinto y la deja sola para ser entrevistada por otro detective, Rudolph Barbala. Sin embargo, momentos después, Barbala se lanza a través de una ventana, cayendo y muriendo.
Lazard se dirige a Fox Mulder y Dana Scully en busca de ayuda. Ella les cuenta las afirmaciones de Michelle de que un hombre había atacado a Barbala, a pesar de que ella era la única persona en la habitación cuando el detective fue asesinado. Los agentes hacen que Michelle describa al presunto atacante por una composición facial computarizada; la computadora aparentemente falla, mostrando un rostro que Michelle identifica como el asesino. La composición coincide con la de un detective, Charlie Morris, que murió nueve años antes en un aparente golpe de la mafia. Mulder habla con el psiquiatra de Michelle, el Dr. Braun, quien le dice que ella habitualmente mutilaba muñecas de manera uniforme durante sus sesiones juntos, quitándole el mismo ojo y brazo cada vez; Mulder se da cuenta de que estas mutilaciones coinciden con las circunstancias de la muerte de Morris.
Los agentes entrevistan a Tony Fiore, excompañero de Morris, quien atribuye su muerte a una pandilla de la tríada que habían estado investigando juntos. Más tarde ese día, Fiore se reúne con Leon Felder para discutir cómo reclamar una gran suma de dinero de una caja de seguridad. Los dos hombres están de acuerdo en que no esperaron los diez años que tenían previstos, discutiendo siniestramente que son los dos últimos reclamantes que quedan. Esa noche, Felder se baja de un autobús, pero su bufanda se atora en la puerta, aparentemente movida por una fuerza invisible, mientras el autobús arranca. El conductor intenta frenar, pero el autobús continúa acelerando inexplicablemente, estrangulando a Felder. Michelle observa desde el interior del autobús.
Al investigar más, Mulder y Scully se enteran de que Fiore, Barbala, Felder y Morris habían trabajado estrechamente juntos en el pasado. También descubren que la esposa de Fiore, Anita, tiene una colección de animales de origami hechos por su primer marido, Charlie Morris. Anita les dice a los agentes que Fiore no ha regresado a casa desde la noche anterior; mientras tanto, los agentes descubren que faltan páginas en el archivo sobre el asesinato de Morris, y Fiore fue el último en haber verificado el archivo.
Michelle se somete a una sesión de hipnosis de regresión, en la que afirma tener veinticuatro años. De repente, comienza a gritar de pánico porque alguien intenta matarla y la sesión termina. Mulder revisa el video de la sesión y está convencido de que la niña es la reencarnación de Morris, habiendo sido concebida justo cuando el detective fue asesinado. La cinta contiene una breve sección de ruido estático justo antes de que Michelle comience a gritar. Se encuentra que el ruido contiene una imagen granulada de lo que parece ser un adorno de pecera de un hombre con un traje de buceo atmosférico. Mientras tanto, Scully rastrea los hallazgos de la autopsia de Morris, que muestran la presencia de agua salada en su tracto respiratorio, lo que indica que murió ahogado. Los agentes se dan cuenta con estos hallazgos de que Morris se ahogó en la pecera exótica en la casa de Fiore.
Corriendo a la casa de Fiore, Mulder y Scully encuentran a Michelle usando poderes telequinéticos para tratar de matar a Fiore. Ellos le impiden hacerlo, y Fiore confiesa que él, Felder y Barbala habían robado una gran suma de dinero, con la intención de mantenerlo a salvo durante diez años antes de reclamarlo. Morris se enteró de su plan y amenazó con informar sobre ellos, por lo que fue asesinado para silenciarlo. Sin embargo, Fiore sostiene que nunca quiso ver a Morris muerto y solo quiso cuidar a Anita después de su muerte. Michelle usa sus poderes para destruir la pecera, pero perdona a Fiore después de escuchar las súplicas de Anita para que no lo lastime. Más tarde, Fiore se declara culpable de los cargos de asesinato y hurto mayor, mientras que Michelle aparentemente se recupera y se convierte en una niña normal.

## Producción
El escritor Howard Gordon estaba decepcionado con el episodio, encontrándolo demasiado similar a otras series que se emitían al mismo tiempo. También creía que el episodio parecía «un poco demasiado policíaco» en general, afirmando que no creía que «estuviera muy bien ejecutado en ningún frente». Según se informa, David Duchovny también «detestaba» el episodio, a pesar de una aparición especial de su entonces novia Maggie Wheeler.
El productor ejecutivo R. W. Goodwin recuerda estar en el lugar de la escena de apertura del episodio, en la que el detective Barbala es arrojado por una ventana. La habitación utilizada para la escena tenía dos ventanas una al lado de la otra, y una había sido reemplazada por vidrio de azúcar para el truco. Cuando la ventana falsa se voló para simular que alguien estaba siendo arrojado a través de ella, el equipo descubrió que la ventana de vidrio al lado de la falsa también se había roto accidentalmente. El jefe de maquinaria del episodio, Al Campbell, sugirió que la siguiente toma mostrara al perro de Barbala recostado junto a su cuerpo para explicar la rotura de la segunda ventana.

## Recepción
«Born Again» se estrenó en la cadena Fox el 22 de abril de 1994. Este episodio obtuvo una calificación Nielsen de 8,2, con una participación de 14, lo que significa que en los Estados Unidos, aproximadamente el 8,2 por ciento de todos los hogares equipados con televisión y el 14 por ciento de los hogares que ven televisión sintonizaron el episodio. Fue visto por 7,7 millones de hogares.
El escritor Howard Gordon expresó su decepción con el episodio, sintiendo que era demasiado similar a su trabajo anterior en el episodio «Shadows», y descubriendo que «no se hizo de manera particularmente interesante». El creador de la serie, Chris Carter, también sintió que «Born Again» «simplemente no era uno de [sus] favoritos», y agregó que «pensó que la dirección era un poco descuidada, pero es uno de esos episodios que se acerca un poco más a la realidad y eso me gusta».
En una retrospectiva de la primera temporada en Entertainment Weekly, «Born Again» recibió una calificación B-, y el episodio se describió como «atractivo pero en última instancia simplemente funcional», aunque la elección de Andrea Libman como Michelle se calificó de «inspirada». Zack Handlen, que escribe para The A.V. Club, escribió negativamente sobre el episodio, sintiendo que su trama recordaba demasiado a episodios anteriores, como «Eve» o «Shadows». Sin embargo, encontró que la escena en la que se encuentra una imagen en la estática de una grabación de video fue un punto culminante, calificándola de «una combinación genial de ciencia dura y lo inexplicable». Matt Haigh, que escribe para Den of Geek, se mostró favorable al episodio y nuevamente elogió la actuación de Libman como Michelle. También hizo comparaciones con «Shadows», pero sintió que «Born Again» fue el mejor episodio de los dos.